# Tohatsu
Tohatsu Corporation (яп. トーハツ株式会社 Тохатсу Kабусики-гайся) — японская компания, производящая и продающая подвесные лодочные моторы, прогулочные лодки и катера, пожарные мотопомпы, компактные пожарные машины, насосы для строительства и дренажа, а также холодильные установки для транспорта. Кроме того, компания занимается управлением недвижимостью в Японии. В прошлом компания была заметным производителем мотоциклов, но позже свернула эту деятельность.

## История
История компании отсчитывается с 1922 года, когда Takata Motor Research Institute начал разработку двигателей внутренного сгорания. Был начат выпуск насосов для ирригации, затем переносных бензогенераторов, поставлявшихся армии.  Также компания выпускала мотодрезины для государственных железных дорог (JGR).
В 1950 году было начато производство мотоциклов. В 1955 был показан существенный рост, капитал вырос до 150 миллионов йен и был начат выпуск новой продуктовой линейки. Были окрыты представительства в Фукуоке, Нагоя, Токио, Сендай и Саппоро, с дилерской сетью по всей Японии.
В середине 1950х компания была одиним из лидеров рынка с 22% долей на японском рынке мотоциклов. Производились и гоночные мотоциклы, имевшие успех дома и за рубежом. Финансовые проблемы привели к свёртыванию производства мотоциклов в 1964 году.

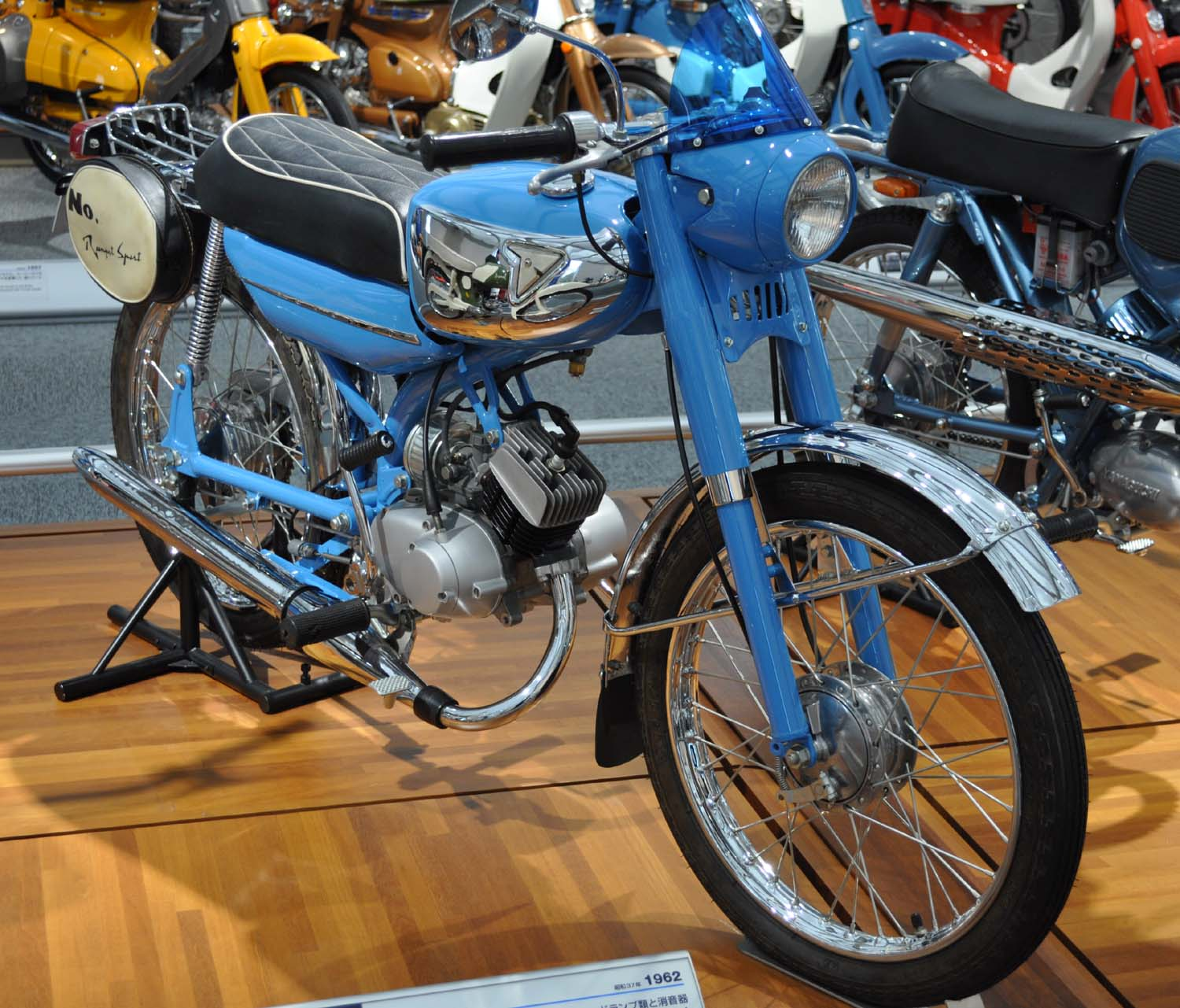
Мотоцикл CA2 образца 1962 года

## Лодочные моторы
В 1956 году на рынок вышел первый лодочный мотор в 1.5 лс. С того времени Тохатсу предложила разнообразные двигатели самого разного назначения: для рыболовства, военного назначения, для водного транспорта, спасателей, отдыха на воде и для гонок. По состоянию на 2016 год, это был второй по величине производитель лодочных моторов мира.

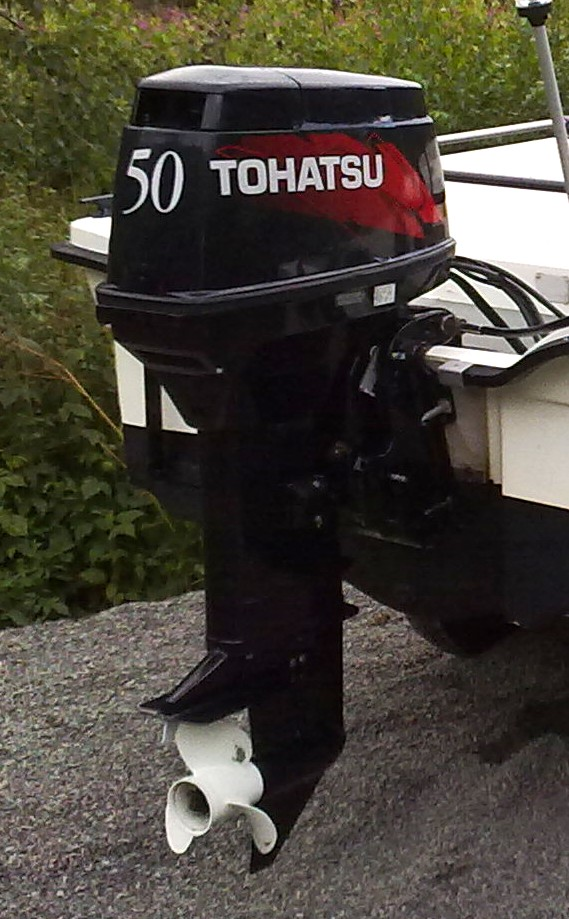
Лодочный мотор 2007 года в 50 лс

Помимо собственного бренда, моторы Тохатсу продаются и под другими брендами, такими как Mercury, Nissan Marine, NS Marine, Evinrude.
В 1988 Тохатсу и Brunswick Corporation образовали совместное предприятие Tohatsu Marine Corporation для выпуска моторов под брендом Mercury Marine. С этого времени все двигатели марки Mercury мощностью менее 30 лс - это моторы Тохатсу.
В 2011, Тохатсу и Evinrude Outboard Motors пришли к соглашению о выпуске двигателей в 15 лс и менее под брендом Evinrude.
Кроме того, двигатели Тохатсу распространялись в США под маркой Nissan Marine, а позже, как этот бренд закрылся, как NS Marine.
С другой стороны, продаваемые в Северной Америке под маркой Tohatsu четырехтактные двигатели в 50 лошадиных сил и более после 2013 года были двигателями Хонда.
На рынке лодочных моторов присутствует масса нелицензионных китайских клонов.

## Внешние ссылки
- tohatsu.co.jp/en/ — официальный сайт Tohatsu  (англ.)